# 桥盟街道
桥盟街道，是中华人民共和国河南省鹤壁市淇县下辖的一个乡镇级行政单位。

## 行政区划
桥盟街道下辖以下地区：
桥盟村、石岗凹新庄村、古烟村、郭庄村、董桥村、崔庄村、吴寨村、七里堡村、赵沟村、东关庄村、余庄村和泥河村。